# Почти ревизия
„Почти ревизия“ е български 4-сериен телевизионен игрален филм (драма) от 1982 година на режисьора Тодор Стоянов, по сценарий на Николай Никифоров. Оператор е Цанчо Цанчев. Музиката във филма е композирана от Стефан Димитров. Художник Виолета Йовчева. Песента към филма се изпълнява от Богдана Карадочева по текст на Кръстю Станишев.

## Серии
- 1. серия – Глава първа – 60 минути
- 2. серия – Глава втора – 56 минути
- 3. серия – Глава трета – 67 минути
- 4. серия – Глава четвърта – 77 минути [1].

## Актьорски състав
| Изпълнител                                         | Роля                            |
| -------------------------------------------------- | ------------------------------- |
| Цветана Манева                                     | барманката Василена Василева    |
| Иван Андонов                                       | журналистът                     |
| Коста Цонев                                        | инженер Вакрилов                |
| Емилия Радева                                      | хазяйката Терзиева              |
| Симеон Алексиев                                    | барманът Боян                   |
| Явор Милушев                                       | доктор Илков                    |
| Надежда Кесякова (като Надежда Кесякова-Костова)   |                                 |
| Борис Велков                                       |                                 |
| Александър Димитров                                |                                 |
| Явор Динков                                        |                                 |
| Методи Митов                                       |                                 |
| Димитрина Савова                                   | майката на Василена             |
| Борислав Иванов                                    | бащата на Василена              |
| Иван Манев                                         |                                 |
| Николай Колев                                      |                                 |
| Емил Левянски                                      |                                 |
| Яни Янков                                          |                                 |
| Николай Манчев                                     |                                 |
| Калоян Г. Роев                                     |                                 |
| В епизодите                                        |                                 |
| Искра Радева                                       | колежката                       |
| Петя Силянова                                      | учителката                      |
| Кирил Господинов                                   | клиент в бара                   |
| Илия Чакъров                                       |                                 |
| Александър Притуп                                  | клиент в бара                   |
| Гинчо Илчев                                        |                                 |
| Мартин Константинов                                |                                 |
| Георги Попов                                       | Васил, бащата                   |
| Дора Стаева                                        |                                 |
| Емил Марков                                        | братът на Боян                  |
| Димитър Милушев                                    | шофьорът на директора           |
| Боряна Пунчева                                     | продавачка в хранителните стоки |
| Златина Дончева                                    | майката                         |
| Мария Гюлева                                       |                                 |
| Сашо Ханджиев                                      |                                 |
| Лиляна Чокойска                                    |                                 |
| Пеню Байрямов                                      |                                 |
| Мария Хачикова                                     |                                 |
| Хари Тороманов                                     |                                 |
| Владимир Давчев                                    |                                 |
| Атанас Найденов                                    |                                 |
| Радка Ялъмова (като Рада Ялъмова)                  |                                 |
| Любомир Миладинов                                  |                                 |
| Стефан Чолаков                                     |                                 |
| Найчо Петров (не е посочен в надписите на филма)   | бащата на Боян                  |
| Никола Тодев (не е посочен в надписите на филма)   | кварталният                     |
| Борислав Шанов (не е посочен в надписите на филма) |                                 |